# Payne Springs
Payne Springs – miasto w Stanach Zjednoczonych, w stanie Teksas, w hrabstwie Henderson.